# Governatorato del 6 Ottobre
Il governatorato del 6 Ottobre è stato un governatorato dell'Egitto, situato nel centro-nord del paese (medio Egitto).

## Storia
Venne creato nell'aprile 2008, a partire da territori precedentemente appartenuti al governatorato di Giza in due governatorati. Venne creato attraverso un decreto presidenziale al fine di alleggerire l'onere gravante su Giza, uno dei governatorati più densamente popolati dell'Egitto. 6 Ottobre divenne la capitale dell'omonimo governatorato. Il 14 aprile 2011, il Primo ministro Essam Sharaf, sciolse definitivamente il governatorato del 6 ottobre, reincorporandolo nel territorio del governatorato di Giza.
Il nome del Governatorato commemora il riuscito attraversamento dell'Esercito Egiziano del canale di Suez, il 6 ottobre 1973, durante la guerra del Kippur. Il 6 ottobre è anche la Giornata delle Forze Armate Egiziane.

## Geografia
L'area del 6 ottobre è in gran parte desertica, ma contiene la riva sinistra della Valle del Nilo sia a Nord che a Sud di Giza, e l'importante Città Oasi di Bahariya.

## Città
- 6 Ottobre

## Riferimenti
1. ^ "Fresh reshuffle in Egypt's governors". Egypt State Information Service. 15 April 2011. Retrieved 16 April 2011.